# 岩沼佑亮
岩沼 佑亮（いわぬま ゆうすけ、1995年11月5日 - ）は、日本の俳優である。ジョビィキッズプロダクションに所属していた。

## 出演

### テレビドラマ
- ABUアジア子どもドラマシリーズ リコーダーをおいかけろ（2006年、NHK）
- 金曜エンターテイメント 最後に愛を見たのは…（フジテレビ）
- 終りに見た街（2005年12月3日、テレビ朝日）
- カルピス 遠い夏の日（BS-i）
- Happy!（2006年4月7日、TBS）海野舵樹 役
- ドラマ30 がきんちょ〜リターン・キッズ〜（2006年7月31日 - 9月29日、毎日放送・TBS）益子拓実 役
- Happy!2（2006年12月26日、TBS）海野舵樹 役
- その5分前 逃げろメロス（2006年12月28日、NHK）主演・治虫 役
- 土曜ドラマ 受験の神様（2007年、日本テレビ）6年A組生徒 役
- CHANGE（2008年、フジテレビ）村田淳之介 役

### 映画
- マリと子犬の物語（2007年12月8日、東宝）小出大輔 役

### CM
- 伊藤園 ミネラル麦茶

### DVDドラマ
- こっくりさん